# Muyinga
Muyinga é uma província do Burundi. Sua capital é a cidade de Muyinga.

## Comunas
Karuzi está dividida em 7 comunas:
- Buhinyuza
- Butihinda
- Gashoho
- Gasorwe
- Giteranyi
- Muyinga
- Mwakiro

## Demografia
| 2001    | 2011    |
| 519.313 | 695.483 |